# Mothax
Mothax (grec ancien : μόθαξ, mothax, pl.: μόθακες, mothakes) est un mot dorien signifiant « demi-frère ».
Ce terme a été utilisé pour nommer une classe sociopolitique dans l'ancienne Sparte, notamment durant la guerre du Péloponnèse (entre 431 av. J.-C. et 404 av. J.-C.). Les mothakes sont principalement la progéniture de pères spartiates et de mères hilotes ou sont des enfants pauvres de Sparte. Ces derniers sont écartés de la pleine citoyenneté au moins tant qu’ils n’auront pas réussi à se constituer une fortune minimale afin d'être admis au syssitie (syssition). 
Il est d'usage à Sparte, dans les familles fortunées, de permettre à son fils de choisir des compagnons d'éducation (syntrophoi) afin de suivre            l'agôgè. Ces compagnons sont souvent choisis au sein des basses strates de la population lacédémonienne, notamment chez les hilotes mais aussi les fils de citoyens pauvres. Ces derniers peuvent donc suivre l'éducation spartiate en étant sous la protection d'un spartiate de bonne condition, leur assurant un potentiel statut de citoyen s'ils parviennent à répondre à toutes les obligeances. 
Tant qu'ils n'ont pas rejoint le syssitie, ils sont alors considérés comme des Inférieurs (hypoméiones), ne possédant pas la pleine citoyenneté             (homoioi). Ils sont frappés d'atimie, ne leur permettant pas de participer à la vie politique (l'assemblée ainsi que la magistrature). 
Certains personnages importants seraient issus de cette classe: Lysandre, Gylippe et Callicratidas. 